# La Cacica (serie de televisión)
La Cacica —en inglés: Pursuit of a Dream— es una serie de televisión colombiana producida por Sony Pictures Television para Caracol Televisión en 2014 y transmitida en 2017. Inspirada en la política y ministra colombiana Consuelo Araújo Noguera.
Está protagonizada por Viña Machado, Valeria Henríquez, Kevin Bury y Lucas Buelvas. se estrenó el 1 de noviembre de 2017 

## Sinopsis
Cuenta la historia de Consuelo Araújo Noguera, una mujer que llega como huracán a revolucionar los vientos serenos de Valledupar. Ella, se encarga de que la música popular entre a lugares impensados, suene a viva voz en el Caribe, se extienda por el país entero y atraviese continentes. Lamentablemente, su vida llega a su fin tras ser secuestrada y asesinada en la selva por sus captores.

## Elenco
- Viña Machado - Consuelo Araújo Noguera[8]†
- Valeria Henríquez - Consuelo Araújo Noguera (joven)[8]
- Laura González[9] - Cecila «La Chechi» Cotes Monsalvo (joven)
- Eileen Roca[10] - Cecila «La Chechi» Cotes Monsalvo[11][8]
- Cristina García - María Lourdes Socarras (joven)
- María Laura Quintero - María Lourdes Socarras[10]
- Kevin Bury - Hernando «Nando» Molina (joven)
- Lucas Buelvas - Hernando «Nando» Molina[8]
- Sebastián Carvajal - Edgardo José Maya Villazón
- George Coba - Gabriel «Gabo» García Márquez[8]
- Rita Bendek - Bella Noguera de Araújo
- Jhon Bolívar - Santander Araújo
- Eliana Raventos - Isabela «Chavela» Araújo
- Xilena Aycardi - Estrella de Socarrás
- Jose Rojas - Félix Socarrás
- Rebeca Milanés[12] - Marina «La Maye» Arzuaga Mejía de Escalona[13][8]
- Aco Pérez - Jaime Molina[8]
- Éibar Gutiérrez - Alejandro Durán[8]
- Che Carrillo - Rafael Escalona[8]
- Simon Araujo - Álvaro Araújo Noguera (joven)[8]
- Álvaro Araújo Castro[14] - Álvaro Araújo Noguera[8]
- Diego León García - Martín Daza(joven)
- Felipe Galofre - Martín Daza
- Katherine Castrillón - Luz
- Carlos Andrés Villa - Nicolás «Colacho» Mendoza[8]
- Nina Marín - Ofelia
- Joaquín Araújo - Agustín
- Andrés Felipe Martínez - Alfonso López Michelsen[8]
- Judy Henríquez - Sara María Baquero Salas "La vieja Sara"
- Álvaro Queruz - Emiliano Zuleta Baquero
- Carlos Alberto «Kbeto» Zuleta - Poncho Zuleta[8]
- José Enrique «Coco» Zuleta - Emiliano Zuleta Díaz[8]
- Iroky Peréz - Pablo López
- Jaime Pérez Parodi
- Ismael Barrios - Hernando Molina
- Tania Fálquez - Candelaria
- Álvaro Imbrech - Jesús Araújo (joven)
- Adolfo Sanjuanello - Jesús Araújo
- Mile Vergara - Carmen Lora
- Sofía Araújo - Mercedes «Meche» Molina Araújo
- Carlos Cuello - Adolfo Molina Araújo
- Raúl Ocampo - Beto Araújo
- Hanner J. Coronel - Soldado Becerra Amigo de Araújo
- Carolina Cuervo - Elena Parodi
- Jeimmy Arrieta - Cecilia Meza
- Laura Peñuela - Leonor
- Carolina Celedón - Rita Fernández
- Hugo Luis Urruchurto -Manuel (locutor)

Christian Gómez Vélez - Carlos Lleras Restrepo 
- Manuel Busquets - Rodolfo Castro
- Jorge Emilio Zúñiga - Virgilio Barco
- Luis Tamayo - Mariano